# كارل راسيل فيش
كارل راسيل فيش (بالإنجليزية: Carl Russell Fish)‏ هو مؤرخ أمريكي، ولد في 17 أكتوبر 1876، وتوفي في 10 يوليو 1932 بسبب ذات الرئة.